# Maugstrup
Maugstrup er en landsby i Sønderjylland med 201 indbyggere i byområdet (2013). Maugstrup er beliggende syv kilometer nord for Vojens, 11 kilometer vest for Haderslev og 31 kilometer syd for Kolding. Byen tilhører Haderslev Kommune og er beliggende i Region Syddanmark.
Den hører til Maugstrup Sogn, og Maugstrup Kirke ligger i byen.